# هزینه صورت‌غذا
در اقتصاد، هزینه صورت‌غذا یا هزینه منو هزینه‌ای است که از تغییر در قیمت‌های یک سازمان پدید می‌آید. این نام‌گذاری به رستوران‌ها اشاره دارد که با تفاوت در قیمت‌ها باید صورت‌غذای جدیدی چاپ کنند، با این حال اقتصاددانان آن را به طور عمومی برای هزینه‌های ناشی از تغییر در قیمت‌های اسمی به کار می‌برند. در چنین حالتی، هزینه صورت‌غذا را می‌توان به صورت برچسب‌گذاری مجدد اقلام یک فروشگاه، به‌روزآوری سامانه‌های رایانه‌ای و استخدام مشاور جهت توسعه راهبردهای قیمت‌گذاری جدید مشاهده کرد. 